# José Pereira (artista)
José Pereira da Silva (Correntina, 1969) é uma artista plástico e pintor brasileiro.

## Biografia e carreira
Pereira é natural de Correntina, Bahia, e mudou-se para o Mato Grosso aos sete anos de idade, em 1976.
Frequentou os ateliês livres da Fundação Cultural de Mato Grosso e do Museu de Arte e Cultura Popular da Universidade Federal de Mato Grosso (MACP/UFMT). Teve como orientadores Nilson Pimenta e Osvaldina dos Santos.
Participou de diversas edições do Salão Jovem Arte Mato-grossense, de 1991 a 1995, e algumas edições da Bienal Naïf do Brasil.
Em suas obras, ele utiliza elementos da modernidade. Suas criações também são marcadas pela estética das revistas em quadrinhos e representam casarios, festas de santos e sua paixão pelo futebol. Além disso, ele dá expressividade às telas inserindo o componente humano com cores das cenas urbanas.
Em novembro de 2010, participou da exposição Artistas Brasileiros 2010 – Novos Talentos/Pinturas no Salão Branco do Congresso Nacional, em Brasília.
A mostra é promovida anualmente pelo Senado Federal, reúne obras de artistas de cada um dos 27 estados brasileiros e os artistas participantes são indicados pelos senadores de cada estado. Pereira foi indicado pela então senadora Serys Slhessarenko.